# Fort Crown Point

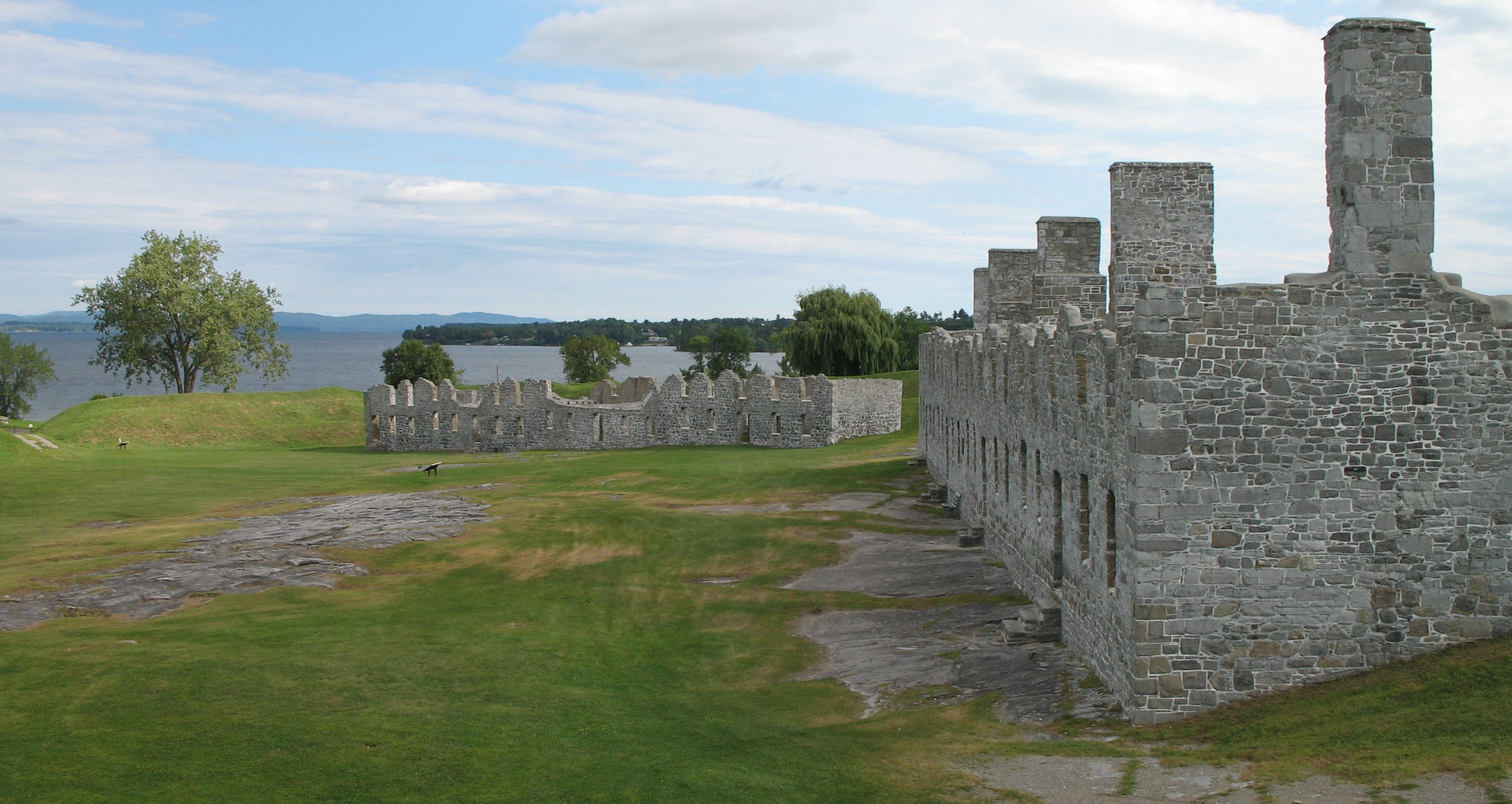
Fort Crown Point

Fort Crown Point ist ein Fort, das von den Briten 1759 am Lake Champlain an der Grenze zwischen Vermont und New York errichtet wurde. Das Fort wurde unter dem Kommando von Jeffrey Amherst errichtet.
Nach dem Franzosen- und Indianerkrieg wurde nur noch eine kleine britische Besatzung im Fort belassen. Dies ermöglichte den Amerikanern, im Amerikanischen Unabhängigkeitskrieg das Fort einfach einzunehmen. Die Schlacht um das Fort (Schlacht um Crown Point) fand außerhalb des Forts statt – das Fort wurde seit seiner Errichtung nie direkt angegriffen.
Im Oktober 1968 wurde Fort Crown Point als ein National Historic Landmark anerkannt. Im Monat darauf folgte der Eintrag in das National Register of Historic Places.

## Galerie

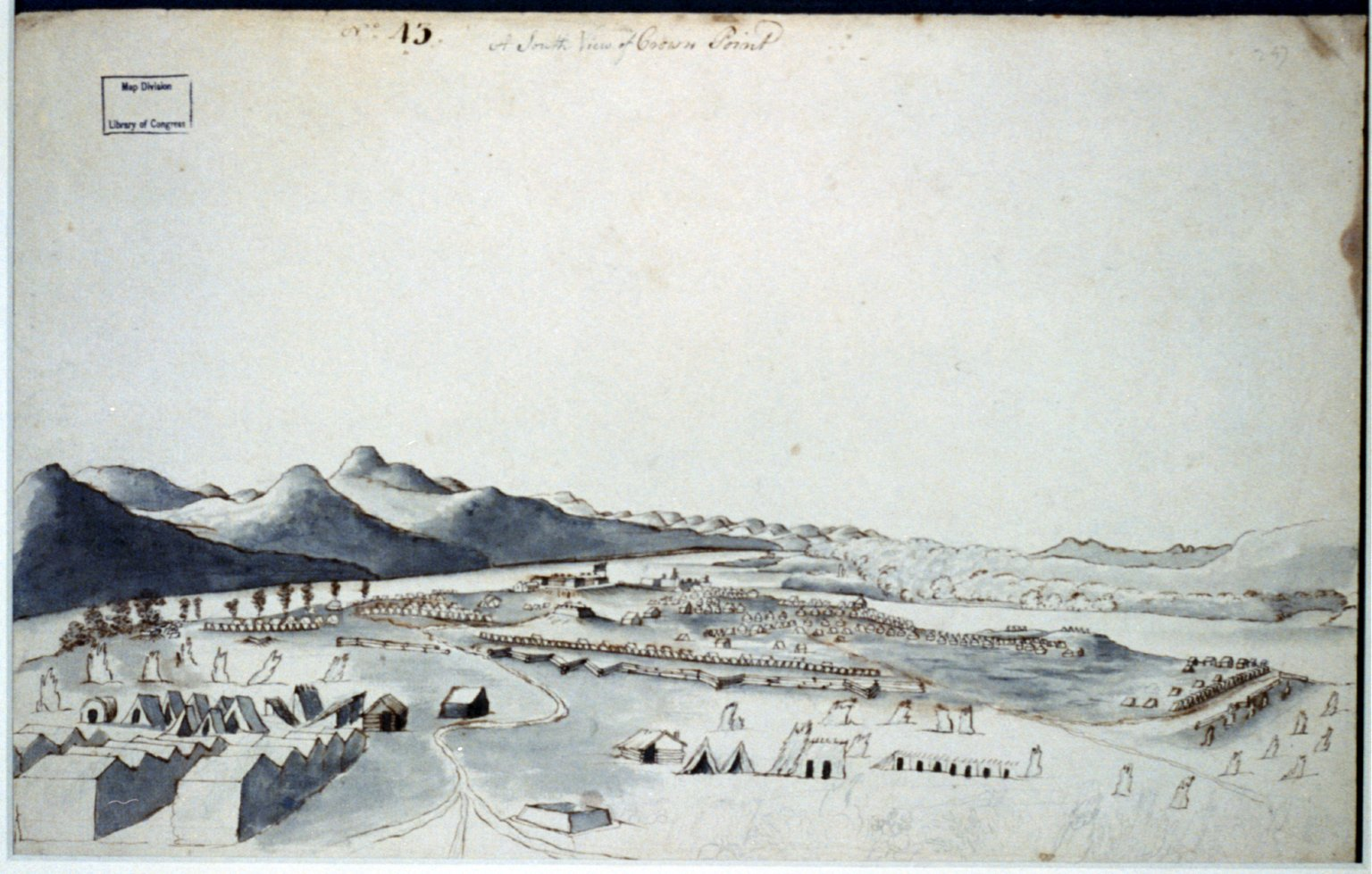
Blick Richtung Süden auf Crown Point 1760 von Thomas Davies.
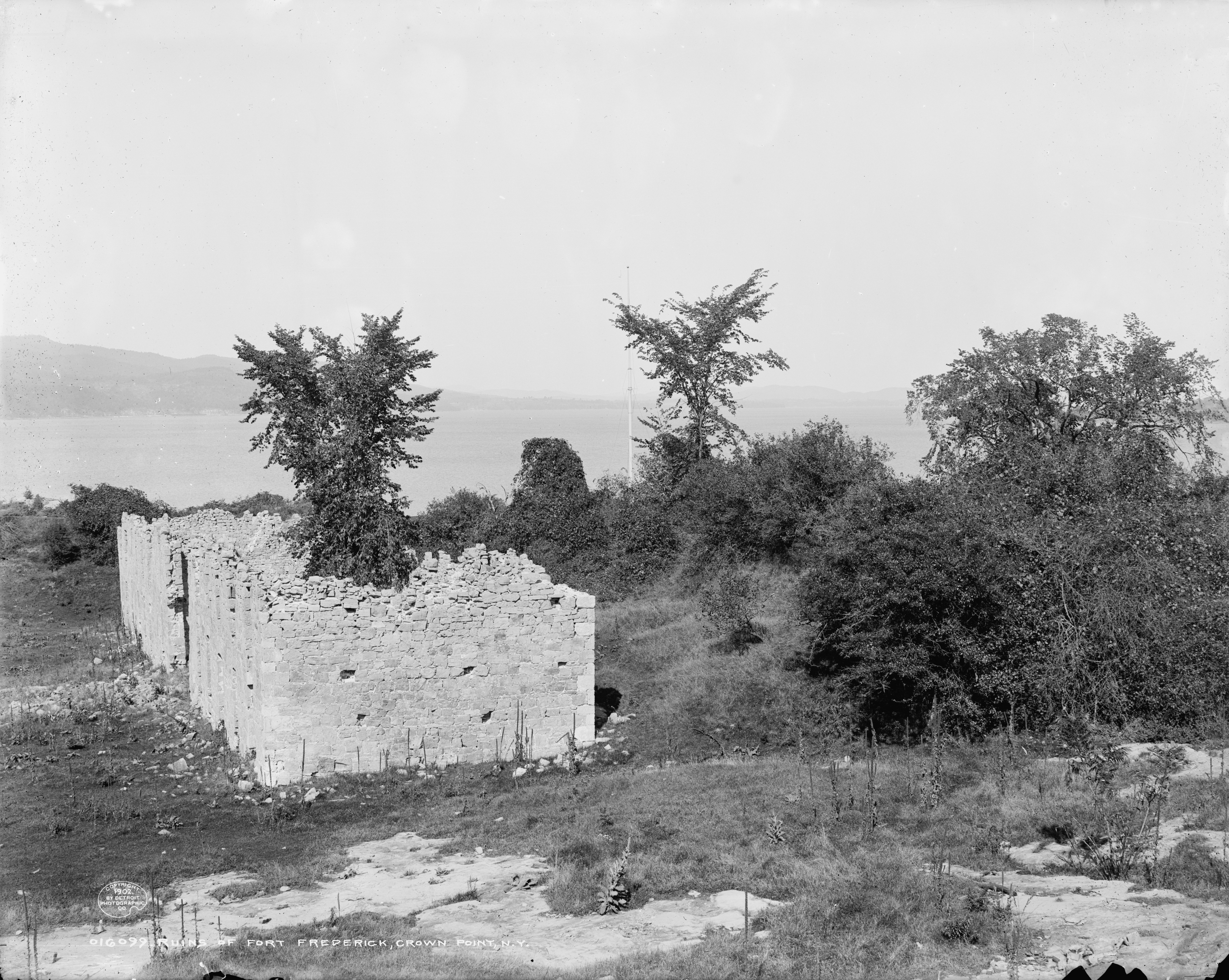
Die Ruinen von Fort Crown Point, Crown Point, N.Y. circa 1902.
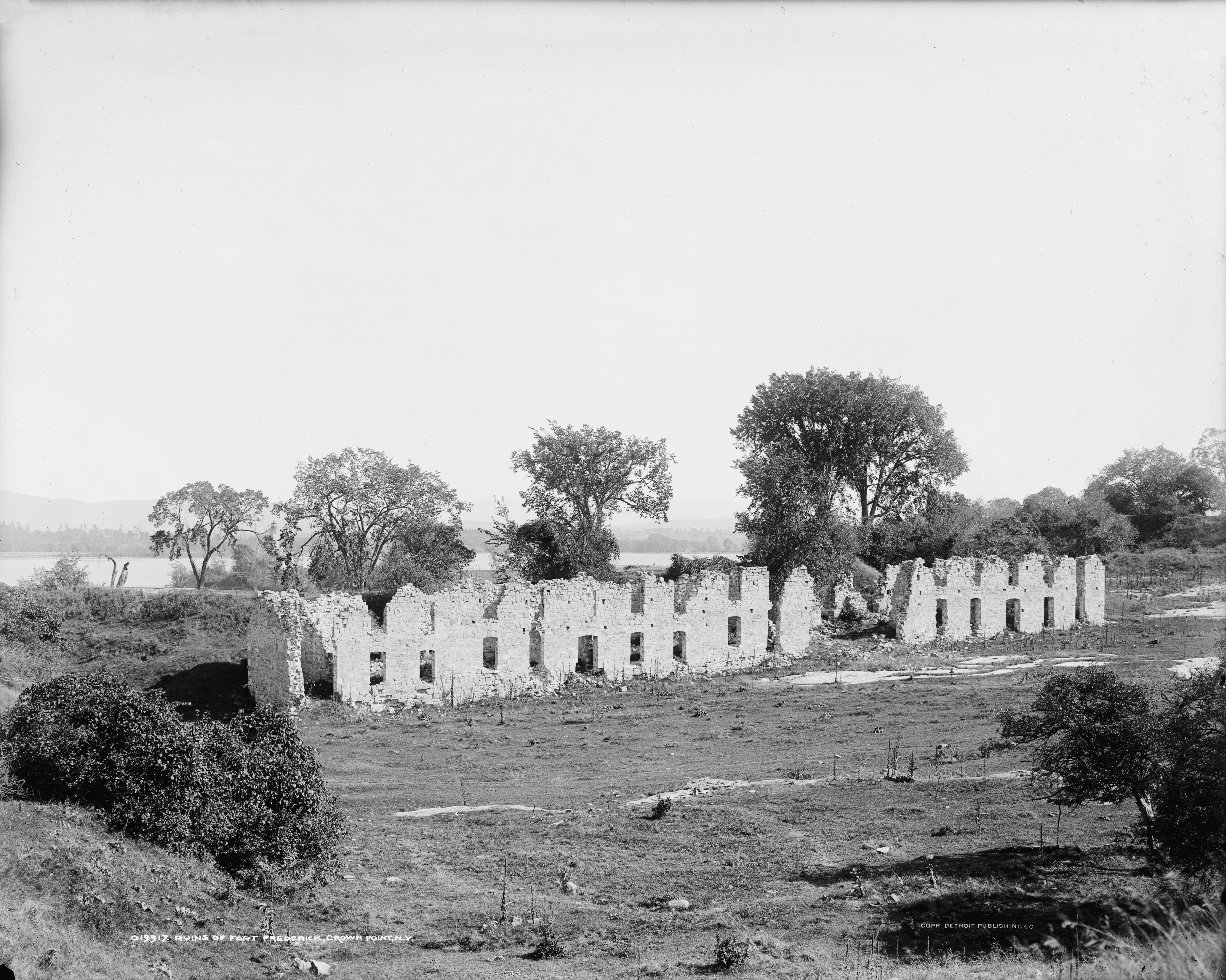
Die Ruinen von Fort Crown Point, Crown Point, N.Y. circa 1907.
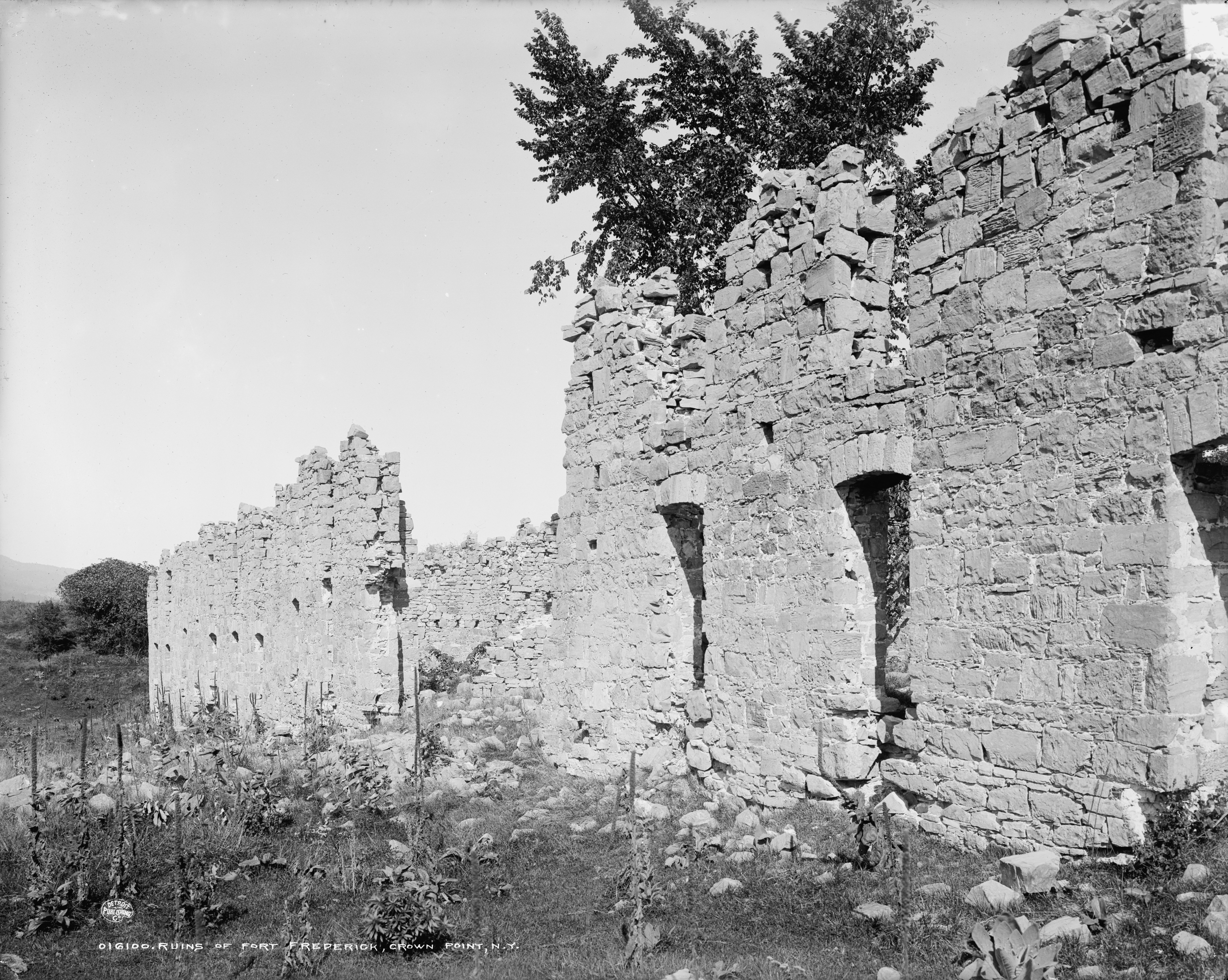
Die Ruinen von Fort Crown Point, Crown Point, N.Y. zwischen 1900 und 1906.
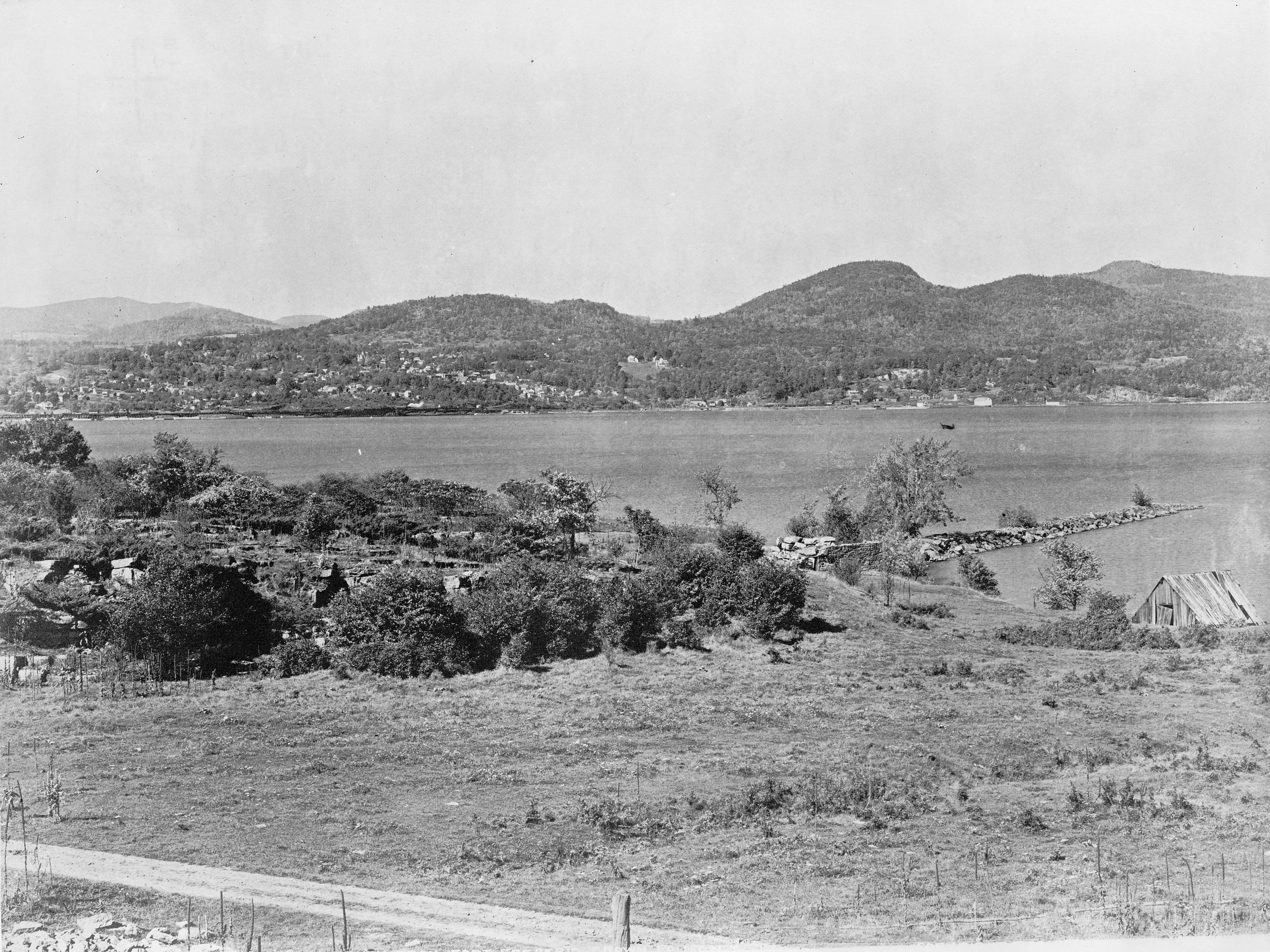
Fort Henry von Crown Point, Crown Point, N.Y. die Fotografie zeigt den Blick über Lake Champlain von den Hügeln aus, 23. Dezember 1902.